# Eva Röse
Eva Charlotta Röse (født 16. oktober 1973) er en svensk skuespillerinde og tv-vært. Hun er blandt andet kendt for sin rolle som Niska i Ægte mennesker og som Maria Wern i tv-serien af samme navn.
Siden 2022 har hun været præsident for mikronationen Republikken Jämtland.

## Udvalgt filmografi
- Rederiet (tv-serie, 1994)
- De største helte (1996)
- Adam & Eva (1997)
- Magnetisørens femte vinter (1999)
- Kops (2003)
- Vildmark (2003)
- Storm (2005)
- Mirakel (2006)
- Rallybrude (2008)
- Maria Wern (tv-serie, 2008-2023)
- Solsidan (tv-serie, 2011)
- Ægte mennesker (tv-serie, 2012-2014)
- Partaj (tv-serie, 2012-2015)
- The Paradise Suite (2015)
- Inden vinteren kommer (2018)
- Helt perfekt (tv-serie, 2018-2021)
- Honour (tv-serie, 2019-2022)
- The Postcard Killings (2020)
- The Swarm (tv-serie, 2023)